# Hugo Borst
Hugo Borst (Rotterdam, 15 juni 1962) is een Nederlands sportjournalist. Hij verwierf landelijke bekendheid als tafelheer bij De Wereld Draait Door. Tegenwoordig presenteert hij wekelijks NOS Langs de Lijn op NPO Radio 1. Ook heeft hij diverse boeken geschreven.

## Carrière
Borst rondde de mavo af en trad per 1 januari 1985 in dienst bij Voetbal International. Na ruim zes jaar vertrok hij naar Panorama, maar bleef actief in de voetbalwereld.
Borst heeft nooit betaald voetbal gespeeld. Wel voetbalt hij bij de Rotterdamse zaalvoetbalvereniging Wakker in Alles (WIA4). Vanaf september 2010 zond de VPRO een zesdelige documentaire uit over het vriendenteam, getiteld WIA4.
Borst is (voetbal)columnist en stadschroniqueur van het Algemeen Dagblad. Hij heeft ook een wekelijkse rubriek op de website Unibet.com, waar hij tips geeft aan gokkers over wedstrijden in de eredivisie. Voor Esquire schrijft hij columns over seks, liefde en de misverstanden tussen mannen en vrouwen. Ook was hij vaste gast in het NOS-voetbalpraatprogramma Studio Voetbal en hij was in 2004 jurylid van het BNN-programma Komt dat schot. In 2006, 2007 en 2008 was hij ook tafelheer bij het televisieprogramma De Wereld Draait Door en presenteerde hij zijn eigen televisieprogramma Over vaders en zonen.
Vanaf 1994 is Borst verbonden aan het voetbaltijdschrift Hard gras. Sinds 2005 is Borst tevens een van de hoofdredacteuren van het tijdschrift. In 2007 maakte hij, vergezeld door Matthijs van Nieuwkerk en Henk Spaan, voor dit tijdschrift een theatertour door Nederland.
Tijdens het WK voetbal van 2010 in Zuid-Afrika was Borst iedere avond met Henry Schut in een praatprogramma op Nederland 1 op tv te zien. Ook tijdens de grote toernooien van 2014 en 2016 was Borst de vaste sidekick van Schut.
Samen met Sander de Kramer richtte Hugo Borst de Sunday Foundation op, die onder andere opkomt voor de rechten van kinderen in Sierra Leone.
Borst is fan van Sparta Rotterdam en heeft een zoon.
Begin 2011 werd bekend dat Borst al zijn werkzaamheden voor televisie per direct neerlegde. Ook stopte hij met zijn bijdragen aan het Algemeen Dagblad, waar de columnist tevens onder contract stond. Borst deelde mee dat hij al maanden doodmoe was en tegen een burn-out aan zat. Hij wilde zich meer gaan richten op het schrijven van boeken.
Per augustus 2013 is Borst de nieuwe stem van de zondagse uitzending van NOS Langs de Lijn, samen met Henry Schut. Schut en Borst zijn de opvolgers van Toine van Peperstraten en Tom van 't Hek, die de NOS verlieten voor respectievelijk FOX Sports en BNR Nieuwsradio.
In 2015 verscheen Borsts boek Ma over zijn dementerende moeder. Een jaar later, in 2016, schreef hij samen met Carin Gaemers een brief naar staatssecretaris Martin van Rijn over de ondermaatse ouderenzorg in Nederland. Deze brief werd in oktober 2016 gevolgd door een manifest Scherp op ouderenzorg met tien punten om de ouderenzorg te verbeteren. Voor hun inzet kregen ze de Machiavelliprijs 2016 en de Issue Award 2017.
Borst ging in 2018 met Adelheid Roosen op zoek naar de menselijke zorg bij dementie in de vierdelige serie In de Leeuwenhoek (in een Rotterdams verpleegtehuis), uitgezonden door omroep HUMAN. In de vierdelige serie Thuis op Zuid (HUMAN, 2020) zetten ze hun zoektocht voort in Rotterdam-Zuid. Deze serie is opgevolgd door een serie over dementie.
Hij schreef het voorwoord van het in 2018 verschenen boek Chief Ouwe Dibbes over de Sunday Foundation.

## Loopbaan
| Jaar        | Werkgever                    | Functie                                  |
| ----------- | ---------------------------- | ---------------------------------------- |
| 1985 - 1991 | Voetbal International        | journalist                               |
| 1991 - 1994 | Panorama                     | journalist                               |
| 1994 -      | Hard gras                    | hoofdredacteur sinds 2004                |
| 2004        | Komt dat schot (BNN)         | jurylid                                  |
| 2005 -      | Algemeen Dagblad             | columnist                                |
| 2005 -      | Esquire                      | columnist                                |
| 2005 - 2010 | Studio Voetbal (NOS)         | vaste gast                               |
| 2006 - 2010 | De Wereld Draait Door (VARA) | vaste tafelgast                          |
| 2007 - 2009 | Over vaders en zonen (VPRO)  | interviewer en presentator               |
| 2010        | WIA4 (VPRO)                  | voice-over                               |
| 2013 -      | Langs de Lijn (NOS)          | presentatie zondagmiddag met Henry Schut |

## Trivia
- Hugo Borst is de broer van voormalig NPO Radio 1-zendermanager Laurens Borst.

- Digitale Bibliotheek voor de Nederlandse Letteren: bors060
- Gemeinsame Normdatei: 141737913
- International Standard Name Identifier: 0000 0001 0064 0604
- Library of Congress Control Number: nb2014019611
- Nederlandse Thesaurus van Auteursnamen: 148382940
- Virtual International Authority File: 149679919
- WorldCat: E39PBJxrTfVqx8X9g7tTHyK68C